# Хербиг, Джордж Хауэрд

Джордж Ха́уэрд Хе́рбиг (англ. George Howard Herbig; 2 января 1920 — 12 октября 2013) — американский астроном.
Член Национальной академии наук США (1964).

## Биография
Родился в штате Западная Виргиния, в 1943 окончил Калифорнийский университет, с 1944 работал в Ликской обсерватории (в 1970—1971 — директор). С 1966 — также профессор Калифорнийского университета в Санта-Крузе; впоследствии работал в Институте астрономии в Гавайском университете.
Основные труды в области физики звезд и туманностей. Внес большой вклад в изучение образования звезд и ранних этапов звездной эволюции. Выполнил обзоры звездных скоплений и туманностей с целью поиска и спектроскопического изучения молодых эмиссионных звезд; провел многочисленные исследования нестационарных звезд типа T Тельца, а также звезд Ae и Be, ассоциированных с туманностями. В 1951, одновременно с Г.Аро обнаружил звездоподобные объекты, окруженные туманными оболочками (объекты Хербига — Аро); по современным представлениям, это — отражающие туманности, окружающие молодые звезды с эмиссионными линиями. Изучил спектры многих нестационарных звезд различных типов. Открыл сильные линии поглощения лития в спектрах звезд F и G, что положило начало обширным исследованиям содержания лития в этих звездах и связи его с возрастом звезд. Изучал вращение звезд промежуточных спектральных классов и эволюционное значение резкого скачка скорости вращения у звезд класса F. На основании анализа диаграмм Герцшпрунга — Рассела для скоплений Гиады и Плеяды сделал вывод о неодновременности образования звезд в скоплениях.
В его честь назван астероид № 11754, объекты Хербига — Аро, звёзды Хербига (Ae/Be).

## Награды
- Медаль Кэтрин Брюс (1980)
- Премия Хелены Уорнер (1955)
- Премия Генри Норриса Рассела (1975)
- Медаль Льежского университета

## Публикации
- «High-Resolution Spectroscopy of FU Orionis Stars», ApJ 595 (2003) 384—411
- «The Young Cluster IC 5146», AJ 123 (2002) 304—327
- «Barnard’s Merope Nebula Revisited: New Observational Results», AJ 121 (2001) 3138—3148
- «The Diffuse Interstellar Bands», Annu. Rev. Astrophys. 33 (1995) 19—73
- «The Unusual Pre-Main-Sequence star VY Tauri», ApJ 360 (1990) 639—649
- «The Structure and Spectrum of R Monocerotis», ApJ 152 (1968) 439
- «The Spectra of Two Nebulous Objects Near NGC 1999», ApJ 113 (1951) 697